# Vigna reticulata
Vigna reticulata är en ärtväxtart som beskrevs av Joseph Dalton Hooker. Vigna reticulata ingår i släktet vignabönor, och familjen ärtväxter. Inga underarter finns listade i Catalogue of Life.